# 桜色デイズ
『桜色デイズ』（さくらいろデイズ）は、高野ういによる日本の4コマ漫画作品。『まんがくらぶ』（竹書房）誌上で連載されていた。

## 概要
アパート「緋桜館」には様々な国の住人が住んでいる。
管理人であるさくらを中心とした、様々な国の文化をネタに取り込んだ国際色豊かな4コマ漫画。

## 登場人物
日野さくら
アパート「緋桜館」の管理人をしている20歳の女性。乙女座でO型。
アパートの住人が様々な国の人たちであり、本人も両親の仕事の都合で世界中移動していたため、様々な国の言葉を自在に話すことが出来る。
将来は通訳になる夢を持っており、学校に通うための資金を溜めている。そのため、徹底した節約と勉強を行っている。
5歳の頃イギリスにいたため、お酒には強い。
料理を自分でするのだが、味オンチ。
佐崎たまみ
近所に住む主婦でさくらの友人。O型。
ちょっぴり天然さんだが、しっかりと主婦業をこなしている。
ピュアな性格で、ルイージの口説き文句に赤面するほど。
マトリョーシカを収集している。
ゲームは好きで沢山持っているが、腕は下手。
高校生の頃は書道部に所属しており、旦那とはそこで知り合った。
出身は北海道。
作者曰く、コンセプトは「ジャスコにいそうなおねえさん」。
ルイージ＝ロマーナ
日本大好きなイタリア人で「緋桜館」の住人。
女性を見るとすぐに口説く軟派な性格で、特にさくらが好き。そのため、セクハラまがいの発言もたまにある。
お酒には弱い。
頻繁に家賃を遅らせているらしい。
さくらには「軽いもの」と認識されている。
ジョナサン・マクラミン
イギリス人夫妻の子供で、日本の小学校に通う子供。O型。
さくらによく懐く素直な子供。まだ小学三年生ながら漢字検定四級の実力をもつ（さくらは五級）。
アムリタ
インド人でIT企業に勤める女性。
才女でエリートな上気さくでいい人だが、結構大雑把。
ケルン
ドイツ人の留学生（後に日本で就職した模様）。
マリアナという妹がおり、たまに来日する。
妹に対し、口では厳しい事を言うものの、溺愛している。

## 単行本
- 高野うい『桜色デイズ』 竹書房〈バンブーコミックス〉、全2巻
  1. 2010年8月5日初版発行（2010年7月22日発売[5]）、ISBN 978-4-8124-7293-4
  2. 2011年12月21日初版発行（2011年12月7日発売[6]）、ISBN 978-4-8124-7706-9